# Норт Бич Хејвен (Њу Џерзи)
Норт Бич Хејвен (енгл. North Beach Haven) насељено је место без административног статуса у америчкој савезној држави Њу Џерзи.

## Демографија
По попису из 2010. године број становника је 2.235, што је 192 (-7,9%) становника мање него 2000. године.
| Група             | 2000.         | 2010.         |
| Белци             | 2.341 (96,5%) | 2.086 (93,3%) |
| Афроамериканци    | 7 (0,3%)      | 4 (0,2%)      |
| Азијати           | 5 (0,2%)      | 11 (0,5%)     |
| Хиспаноамериканци | 67 (2,8%)     | 121 (5,4%)    |
| Укупно            | 2.427         | 2.235         |